# Johann I. (Troppau-Ratibor)
Johann I. von Troppau (auch: Johann I. von Troppau-Ratibor; tschechisch: Jan I. Ratibořský; auch Hanuš Ratibořský; * um 1322; † um 1380/1382) war von 1365–1380/82 Herzog von Ratibor, 1367–1377 gemeinsam mit seinen Brüdern Nikolaus III., Wenzel I. und Přemysl/Primislaus I. Herzog von Troppau und ab 1377 Herzog von Jägerndorf und Freudenthal. Er entstammte dem Troppauer Zweig der böhmischen Přemysliden. Nachdem er 1365 als Alleinerbe an das Herzogtum Ratibor gelangte, wurde er Stammvater der přemyslidischen Linie Troppau-Ratibor, die bis 1521 existierte.

## Leben
Seine Eltern waren Nikolaus II. von Troppau und Anna, eine Schwester des letzten Ratiborer Piasten Lestko. Durch die Heirat mit Anna von Ratibor gelangte der Vater 1336/1337 an das bis dahin piastische Herzogtum Ratibor.
Da Johann das einzige Kind aus der ersten Ehe seines Vaters mit Anna von Ratibor war, erbte er nach dem Tod des Vaters 1365 das Herzogtum Ratibor als Alleinerbe. Dadurch wurde er Stammvater der přemyslidischen Linie Troppau-Ratibor wurde. Zugleich übernahm er zusammen mit dem zweitgeborenen Stiefbruder Nikolaus die Vormundschaft über die noch minderjährigen Stiefbrüder Wenzel und Přemysl. Nach Erbstreitigkeiten erfolgte 1367 die Aufteilung des Herzogtums Troppau auf die vier Brüder. 1377 erfolgten eine neue Aufteilung, wobei Johann I. weiterhin das Herzogtum Ratibor behielt und zusätzlich aus dem Gebiet des Herzogtums Troppau Jägerndorf und Freudenthal sowie die Burg Fürstenwalde bekam. Für Nikolaus III. wurde das Herzogtum Leobschütz ausgegliedert, während das so verkleinerte Herzogtum Troppau Wenzel und Přemysl erhielten. Přemysl erbte nach dem Tod Wenzels 1381 dessen Anteil und nach dem Tod Nikolaus III. 1394 auch Leobschütz.
1372 verlieh Johann I. der Stadt Troppau das Magdeburger Stadtrecht. Wegen finanzieller Schwierigkeiten verkaufte er 1375 Pleß und Nikolai an den Oppelner Herzog Wladislaus II. Beide Besitzungen konnten jedoch während der Herrschaft seines Sohnes Johann II. zurückerworben werden.

## Familie
1361 vermählte sich Johann I. mit Anna, Tochter des Heinrich V. von Glogau-Sagan († 1369). Der Ehe entstammten die Kinder
- Johann II. „der Eiserne“ († 1424)
- Nikolaus IV. († ca. 1406)
- Margarethe/Marketa († 1407), ⚭ 1406 Boleslaus I. von Teschen († 1431)